# Самбірський покрив
Са́мбірський по́крив — геологічна структура, частина Передкарпатського прогину. 
В Україні (в межах Львівської, Івано-Франківської та Чернівецької областей) простягається від кордону з Польщею в районі р. Вирви смугою завширшки 15—20 км до р. Лючки, і далі — вузькою (до 2 км) смугою до кордону з Румунією в районі р. Сучави. Насунутий на суміжну Більче-Волицьку зону з амплітудою до 20 км. Перекритий Бориславсько-Покутським покривом Передкарпатського прогину. Складений інтенсивно дислокованими червонобарвними моласами потужністю 2,5—3 тис. м. 
Корисні копалини: калійна та кам'яна солі. До молас воротищенської світи приурочені унікальні озокеритові
родовища Прикарпаття (Борислав, Дзвиняч, Старуня) та великі родовища полімінеральних солей. Водночас цю зону
фахівці вважають малоперспективною щодо локалізації покладів нафти та газу.